# Alexander Petrowitsch Tormassow

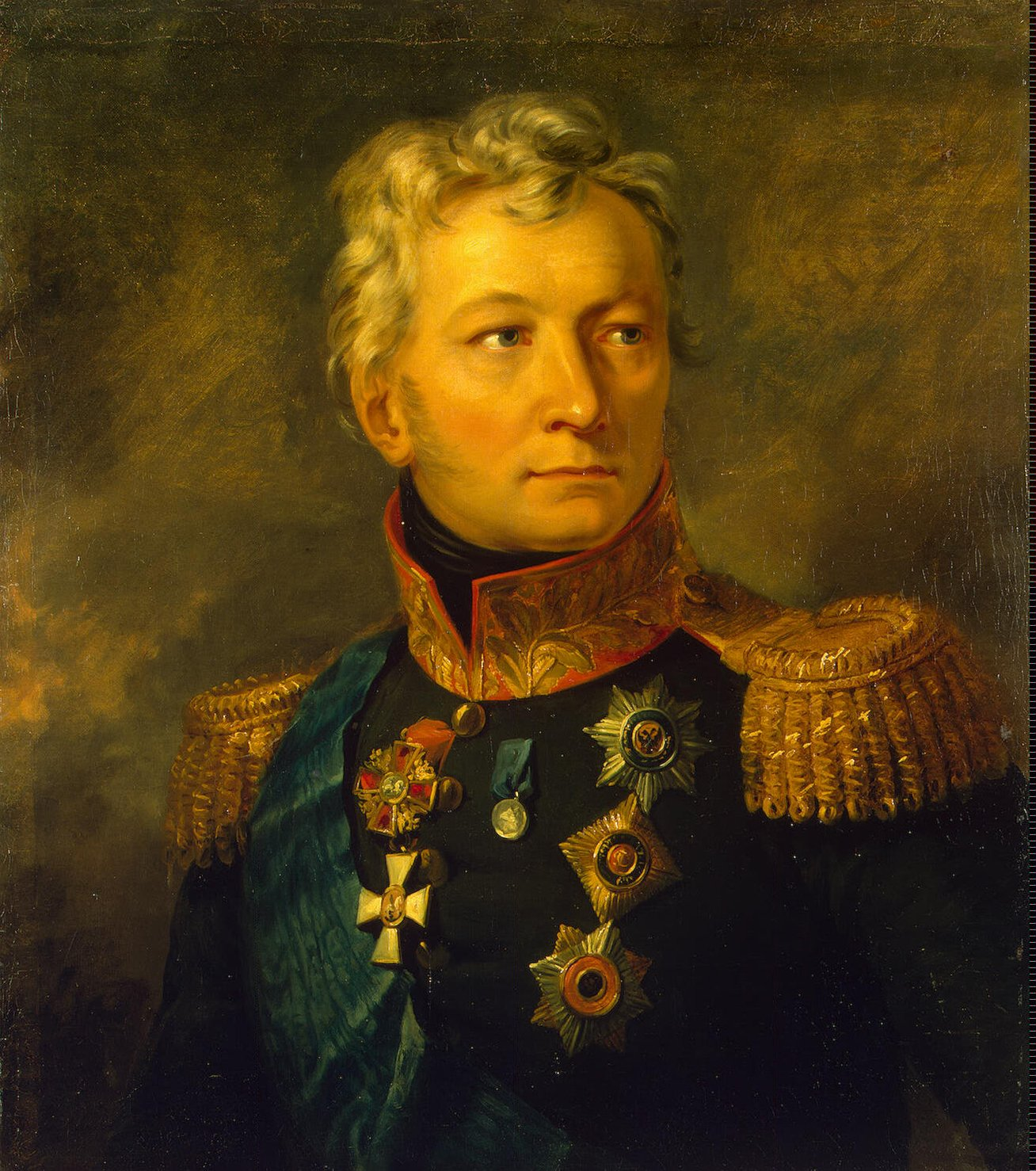
Alexander Petrowitsch Tormassow (1752–1819)

Graf Alexander Petrowitsch Tormassow (russisch Александр Петрович Тормасов, wiss. Transliteration Aleksandr Petrovič Tormasov, * 22. August 1752; † 25. November 1819 in St. Petersburg) war russischer General der Kavallerie und zuletzt Gouverneur von Moskau.

## Herkunft
Er entstammt einer russischen Militärfamilie, schon sein Großvater kämpfte in der Marine unter Peter dem Großen.

## Leben
Er kam 1762 als Page an der Hof des Zaren und wurde am 13. März 1772 als Leutnant in das Infanterie-Regiment Wjatka versetzt. Bereits im Mai wurde er Hauptmann und kam als Adjutant zum Grafen Bruce. Dieser wurde 1774 Kommandeur der Division in Finnland. Tormassow wurde Oberstleutnant und 1777 Kommandeur des Finnischen Jäger-Bataillons. Danach wurde er von 1782 bis 1783 auf die Krim versetzt und erhielt 1784 das Kommando über das Husaren-Regiment (Light Horse) Alexksandria.
Er zeichnete sich in den Jahren 1787 bis 1792 in den Feldzügen gegen die Türken aus. Er kämpfte bei der Belagerung von Otschakow, in der Schlacht von Kutschani sowie bei Sturm auf Akjermann und Bender, als auch bei Babadagh und Matschin. In der Zeit wurde er am 5. April 1789 Brigadier und am 1. April 1791 Generalmajor. Für Babadagh und Matschin erhielt er am 29. März 1792 den St. Georgs-Orden 3. Klasse.
Er erhielt 1792 die Versetzung nach Polen und kämpfte bei Lübar, Maciejowice und beim Sturm auf Praga. Dafür erhielt er den polnischen Orden vom Weißen Adler, den St. Stanislaus-Orden 2. Klasse und den St.Wladimir-Orden 2. Klasse außerdem erhielt er ein goldenes Schwert mit Diamanten.
1794 kämpfte er unter Igelström gegen die Polen, wurde aber 4. April von Kosciusko bei Raclawice geschlagen und zum Rückzuge gezwungen.
Am 14. Dezember 1796 wurde er zum Generalleutnant befördert und Chef eines Kürassier-Regiments. Nachdem er 1799 bei Zar Paul I. in Ungnade gefallen war, wurde er am 23. Juli 1799 entlassen.
Er kehrte bereits am 28. November 1800 zurück und wurde Kommandeur der Leibgarde zu Pferd. Am 27. September 1801 erhielt er  die Ernennung zum General der Kavallerie, dazu am 23. Juli 1801 Inspekteur der Inspektion Dniester und am 20. Februar 1802 Inspekteur der Inspektion Livland.
1802 zog er sich kurz zurück, bevor er am 7. Februar 1803 zum Militärgouverneur von Kiew ernannt wurde. Im Jahr 1804 erhielt er das Gut Gubernia in Kurland. Aber 1805 begann er mit der Reorganisation der Dniester Armee gegen die Türken. 1806 musste er wegen gesundheitlicher Probleme pausieren, erhielt aber den Alexander-Newski-Orden. Vom 28. März 1807 bis zum 23. Dezember 1807 war er Militärgouverneur von Riga, musste das Amt aber gesundheitlichen Gründen aufgeben.
Am 21. Juni 1808 kehrte er zur Armee zurück und am 15. September 1808 Kommandeur der Truppen in Georgien und im Kaukasus. Er nahm Jerewan mit Sturm, schlug die Perser bei Elisabethpol, eroberte 1810 Imeretien und schlug das türkisch-persische Heer bei Zalki. Im Französisch-Russischen Krieg von 1812 kommandierte Tormassow die dritte Westarmee. Er deckte mit dieser Wolhynien, drang im Juli im Rücken des französischen Generals Reynier vor, schlug am 15. Juli diesen bei Kobryn, musste sich jedoch nach der Schlacht bei Podobna vor Reynier und Schwarzenberg zurückziehen. Als die Moldau Armee eintraf übergab er den Oberbefehl an Tschitschagow und übernahm an Bagrations Stelle das Kommando über die Reserve der Hauptarmee, mit welcher er den Rückzug der Franzosen von Moskau beunruhigte. Im Feldzuge von 1813 kommandierte er bei Leipzig die Reserve gab aber den Befehl an den Großfürsten Konstantin ab und kehrte nach Russland zurück. Dort wurde er 1814 ans Stelle des Generals der Infanterie Rostoptschin Gouverneur von Moskau für dessen Wiederaufbau er sehr viel tat. Er starb in dieser Stellung am 25. November 1819 und wurde im Donskoi-Kloster begraben.

## Familie
Tormassow war verheiratet mit Luisa (1779–1808), der Tochter des Diplomaten Karl Heinrich von Heyking und dessen Ehefrau Angelika de Lafont, Tochter von Sophie de Lafont, Prinzipalin des Smolny.